# Vaixell de Tune
El vaixell de Haugen és un vaixell viking de tipus karv trobat a la granja "Haugen" de Østfold (Noruega). Construït aproximadament l'any 900, està fet de planxes de roure i va ser trobat en un monticle funerari anomenat "Båthaugen" (el turó del vaixell), que havia estat excavat per l'arqueòleg Oluf Rygh l'any 1867.
El vaixell està fragmentat, però havia de tenir uns 22 m d'eslora, 4,35 m de mànega i espai per a 11-12 parells de rems. La mida de la quilla és d'uns 14 metres. Està fet de travessers gruixuts, les costelles segueixen la curvatura natural (de l'arbre d'origen) i té una borda sòlida.
El vaixell de Haugen s'exhibeix al Museu de Vaixells Vikings d'Oslo de Bygdi, Oslo.